# Sven Hagmarker

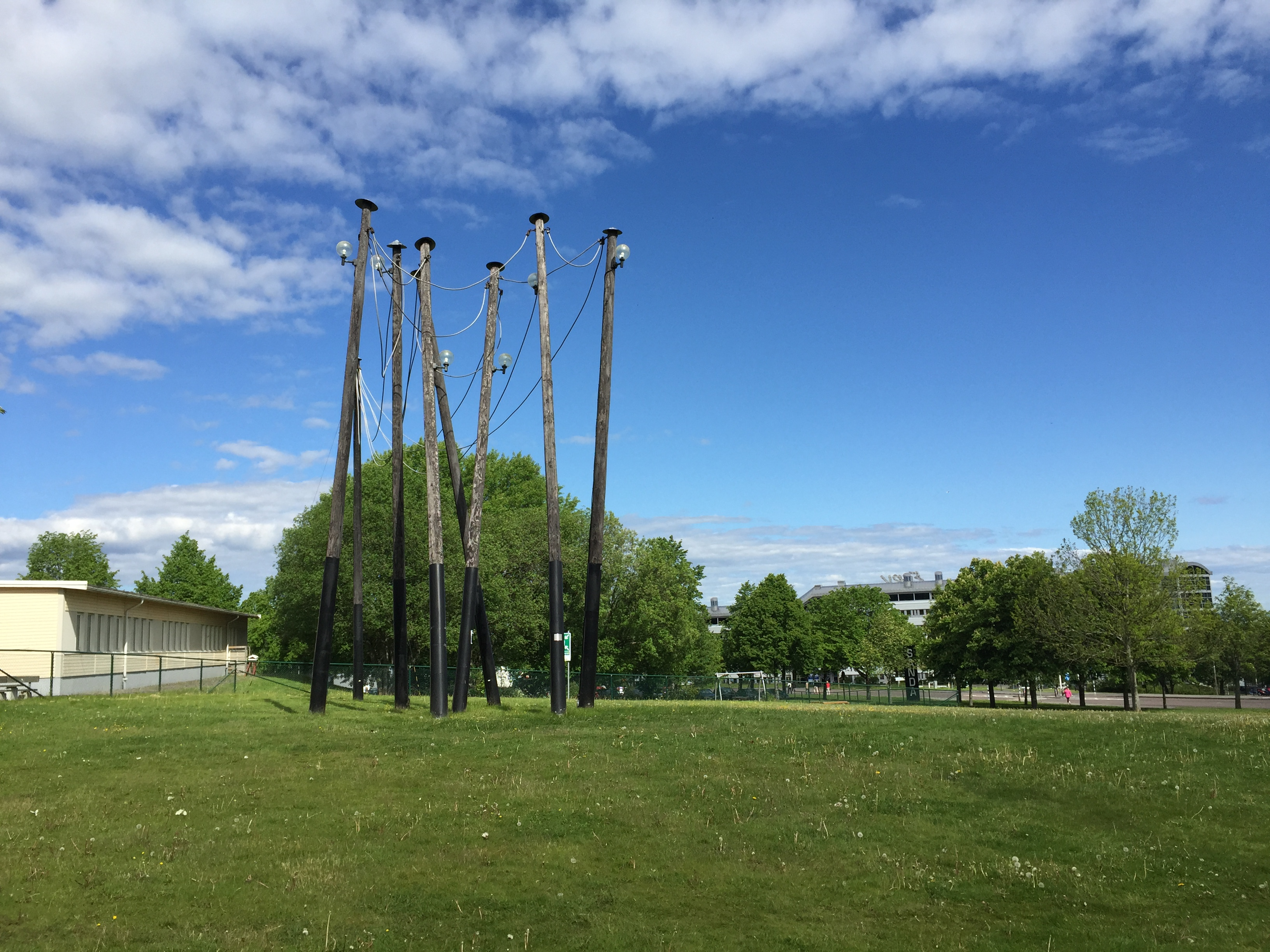
Kommunikation, installation i Huskvarna, 1981

Sven Hagmarker, född 2 december 1917 i Åmål,  död 12 december 2015 i Svartorp.  var en svensk målare som framförallt arbetade i Småland och på Öland. Han arbetade mest med olja och akvarell. Varje höst ställde  han ut i Svarttorps församlingsgård.
Hagmarker var  bosatt i Svarttorp norr om Jönköping. Han arbetade länge som lärare och kantor i Svarttorp.